# 몰타애국운동
몰타애국운동은 몰타의 극우정당이다. 2016년 창당되었으며, 몰타에서 가장 우익적인 정당으로도 유명하다. 이 당은 몰타로 오는 모든 이민자와 이슬람교 신자들에 반대하는 것으로도 알려져있다. 2017년 총선에서 총 0.36%를 얻으며 제 5당으로 도약하였다. 임페리움 에우로파와 친밀한 관계를 맺고있다. 몰타 주류 언론에 반대하는 운동을 벌이기도 한다.